# Алфред Махеан
Алфред Тайер Махеан (на английски: Alfred Mahan [məhăn] , [muh-han]), превеждан в най-разнообразни форми на български, обикновено с английското име в скоби  (27 септември 1840 – 1 декември 1914) e американски морски адмирал, геостратег и историк, „най-важният американски стратег на 19 век.“ Неговата концепция за „морска сила“ е базирана на идеята, че страните с по-голяма мореплавателна сила ще имат по-голямо световно влияние; тя е представена в книгата му Влиянието на морските сили върху историята, 1660 – 1783 (1890). Неговата концепция има огромно влияние за формирането на стратегическата мисъл на мореплаванията в света, специално тези на САЩ, Германия, Япония и Великобритания, а през 1890-те дори предизвиква надпревара в европейското военноморско въоръжаване, при което взимат участие САЩ и Япония. Неговите идеи все още са водещи за военноморската доктрина на САЩ.
Няколко американски военноморски кораби са кръстени на негово име, включително клас разрушители.

## Трудове
- The Gulf and Inland Waters (1883)
- The Influence of Sea Power Upon History, 1660 – 1783 (1890)
  - The Influence of Sea Power Upon History, 1660–1805 (abridged ed, 1980) – „Влияние на морските сили върху историята, 1660 – 1805 г.“
  - The Influence of Sea Power Upon History, 1660 – 1783 Архив на оригинала от 2004-11-08 в Wayback Machine. (1890)
  - The Influence of Sea Power upon the French Revolution and Empire, 1793 – 1812 (1892) at archive.org
- Mahan, Alfred Thayer. Admiral Farragut.   D. Appleton and company, New York, 1892. с. 333.
- The Future in Relation To American Naval Power, Harper's New Monthly Magazine, Oct 1895
- The Life of Nelson: The Embodiment of the Sea Power of Great Britain (1897)
  - The Life of Nelson, Volume 1 (of 2) by A. T. Mahan в сайта на  Проект Гутенберг
  - The Life of Nelson, Volume 2 (of 2) by A. T. Mahan в сайта на  Проект Гутенберг
- The Interest of America in Sea Power, Present and Future (1897)
- Lessons of the War with Spain, and Other Articles (1899)
- The Problem of Asia and Its Effect Upon International Policies (1900)
- Story of the War in South Africa 1899-1900 (1900) 'online
- Types of Naval Officers Drawn from the History of the British Navy (1901) online
- Sea Power in Its Relation to the War of 1812 (2 vols.) (1905) (Boston: Little Brown) American Library Association.
- Reflections, Historic and Other, Suggested by the Battle of the Japan Sea. (1906) Proceedings magazine, June 1906, United States Naval Institute.
- From Sail to Steam, Recollections of Naval life (1907)
- Naval Administration and Warfare: Some General Principles, with Other Essays (1908)
- The Harvest Within: Thoughts on the Life of the Christian (1909)
- Naval Strategy: Compared and Contrasted with the Principles and Practice of Military Operations on Land (1911)
- Armaments and Arbitration; or, The Place of Force in the International Relations of States (1912)
- The Major Operations of the Navies in the War of American Independence (1913) at Project Gutenberg
- The Harvest Within: Thoughts on the Life of the Christian (1909)
- The Major Operations of the Navies in the War of American Independence (1913)